# Wilhelm Steinitz
Wilhelm (mais tarde William) Steinitz  (Praga, 17 de maio de 1836 — Nova Iorque, 12 de agosto de 1900) foi um enxadrista judeu do Império Austríaco e primeiro campeão do mundo de xadrez.
Considerado um excelente jogador da Escola Romântica do xadrez e também é conhecido por suas contribuições no desenvolvimento da estratégia enxadrística e composição de problemas de xadrez. Adotando uma abordagem científica ao estudo do jogo, formulando as suas teorias em termos científicos e também "leis". Teve suas teorias divulgadas por vários jogadores de xadrez, como por exemplo Aaron Nimzowitsch, Siegbert Tarrasch e Emanuel Lasker.

## Vida
Steinitz foi campeão mundial entre os anos de 1886 e 1894, conservando o título em quatro matches disputados contra Zukertort, Chigorin (por duas vezes) e Gunsberg, mas perdeu dois matches com o seu sucessor Lasker.
Adquiriu a nacionalidade estadunidense a 23 de Novembro de 1888, depois de residir no estado de Nova Iorque durante cinco anos.
Diz-se que nos seus derradeiros dias, Wilhelm Steinitz ficou mentalmente perturbado, afirmando que havia jogado e vencido Deus numa disputa de xadrez através de uma linha telefónica invisível.
Emanuel Lasker, que arrebatou o campeonato a Steinitz disse: "Eu que derrotei Steinitz irei fazer justiça às suas teorias, e irei vingar os males que sofreu.", Steinitz faleceu pobremente, um fato evidenciado por Lasker, que estava determinado a não seguir pelo mesmo caminho de Steinitz.

## Principais resultados em torneios[2]
| Data | Local                | Colocação | Observações                                                                                                 |
| ---- | -------------------- | --------- | --- |
| 1862 | Londres              | 6         | |
| 1865 | Dublin               | 1         | |
| 1866 | Londres              | 1         | |
| 1867 | Dundee               | 1-2       | |
| 1867 | Paris 1867           | 3         | Vencido por Ignac Kolisch, com Szymon Winawer em segundo e Gustav Neumann em quarto.                        |
| 1870 | Baden-Baden          | 2         | Considerado o mais forte torneio de xadrez realizado até então. Adolf Anderssen venceu a competição.        |
| 1872 | Londres 1872         | 1         | Com Joseph Henry Blackburne em segundo, Johannes Zukertort em terceiro e Cecil Valentine De Vere em quarto. |
| 1873 | Viena                | 1-2       | |
| 1882 | Viena                | 1-2       | |
| 1883 | Paris 1883           | 1         | Vencido por Johannes Zukertort, com Joseph Henry Blackburne em terceiro e Mikhail Chigorin em quarto.       |
| 1894 | Nova Iorque          | 1         | |
| 1895 | Hastings             | 3         | Primeiro torneio de Hastings                                                                                |
| 1896 | Nuremberga           | 6         | Longo após este torneio houve a partida de revanche pelo título mundial com Emanuel Lasker                  |
| 1896 | São Petersburgo 1896 | 4         | Vencido por Emanuel Lasker, com Harry Pillsbury em terceiro.                                                |
| 1897 | Nova Iorque          | 1-2       | |
| 1898 | Viena                | 4         | |
| 1898 | Cologna              | 5         | |
| 1899 | Londres              | 10        | O pior resultado de Steinitz em toda sua carreira e o último torneio do qual participou                     |